# Frankfurter Allgemeine Zeitung
Frankfurter Allgemeine Zeitung (FAZ) – niemiecki wysokonakładowy liberalno-konserwatywny dziennik wydawany od 1949 roku we Frankfurcie nad Menem. Wydanie niedzielne dziennika nosi tytuł „Frankfurter Allgemeine Sonntagszeitung” (FAS).
Gazetę założyli dziennikarze zamkniętego pięć lat wcześniej przez nazistów dziennika „Frankfurter Zeitung”, do których dołączyli redaktorzy innej gazety z wieloletnimi tradycjami – „Allgemeine Zeitung”. Pierwszym redaktorem naczelnym został Erich Welter, a pierwsza siedziba redakcji mieściła się w Moguncji. Do Frankfurtu dziennik przeniósł się w roku 1950.
Pierwszy numer, wydany 1 listopada 1949 roku miał podtytuł „gazeta dla Niemiec”. Liczył sześć stron w formacie A3 i przez pierwsze 50 lat istnienia jego tradycją był brak zdjęć na pierwszej stronie.
5 października 2017, FAZ zmienił swój layout dodając kolorowe zdjęcia na stronie tytułowej i wykluczając gotycki krój pisma czarnego poza tytułem. Ze względu na swój tradycyjnie „czysty” układ, wprowadzenie kolorowych fotografii w FAZ wywołało kontrowersje wśród czytelników i było szeroko komentowane na łamach publicznych.
Za wydawanie dziennika odpowiada fundacja Fazit, która powstała razem z dziennikiem i tworzy z nim spółkę. Zadaniem fundacji jest dbanie o niezależność i niezmienność polityki redakcji. Każda decyzja dotycząca gazety musi być zatwierdzona jednogłośnie. W 1959 roku fundacja Fazit zmieniła nazwę na Fazit-Stiftung, ale jej podstawowe zasady nie zmieniły się.
FAZ drukowany jest jako gazeta dużego formatu. Treść gazety stanowią głównie artykuły i teksty (w przeciwieństwie np. do „Bilda” wypełnionego głównie fotografiami i infografiką). Dużą jej część wypełniają dodatki poświęcone gospodarce i kulturze. Nakład dziennika wynosi 199 899 egzemplarzy.

## Nagrody
- 1984: Nagroda im. Ericha Salomona dla dodatku „Frankfurter Allgemeine Magazin”[3].